# Plagiothecium uematsui
Plagiothecium uematsui là một loài rêu trong họ Plagiotheciaceae. Loài này được Broth. mô tả khoa học đầu tiên năm 1949.
Danh pháp khoa học của loài này chưa được làm sáng tỏ. 